# 难波多慧子
难波多慧子（日语： Namba Taeko，1936年—），日本女子乒乓球运动员。她曾获得1958年亚洲运动会乒乓球比赛女子单打金牌和3枚世界乒乓球锦标赛金牌。